# Aleksandr Rozenberg
Aleksandr Rozenberg (cirílico: Александр Розенберг; Ladyzhyn, 18 de outubro de 1967) é um político a atual primeiro-ministro da Transnístria desde 30 de maio de 2022 sob a presidência de Vadim Krasnoselsky.

## Biografia
Aleksandr Rozenberg nasceu em 18 de outubro de 1967 em Ladyzhyn, Ucrânia. Se formou no Pridnestrovian Energy College em 1986 com um diploma em engenharia elétrica e na Universidade Agrária de Chisinau com um grau similar em 1994. Ele começou sua carreira trabalhando em uma fazenda estatal em 1986, e depois trabalhou para o ministro da justiça.
Em março de 2012, Rozenberg começou a administrar uma padaria local na capital da Transnístria, Tiraspol. Mais tarde, ele se tornou o Ministro da Agricultura e Recursos Naturais da Transnístria em 20 de janeiro de 2022. Ele serviu até sua nomeação como primeiro-ministro em 27 de maio de 2022 pelo presidente Vadim Krasnoselsky após a renúncia de Aleksandr Martynov. A nomeação entrou em vigor em 30 de maio.